# Nhạn Môn quan

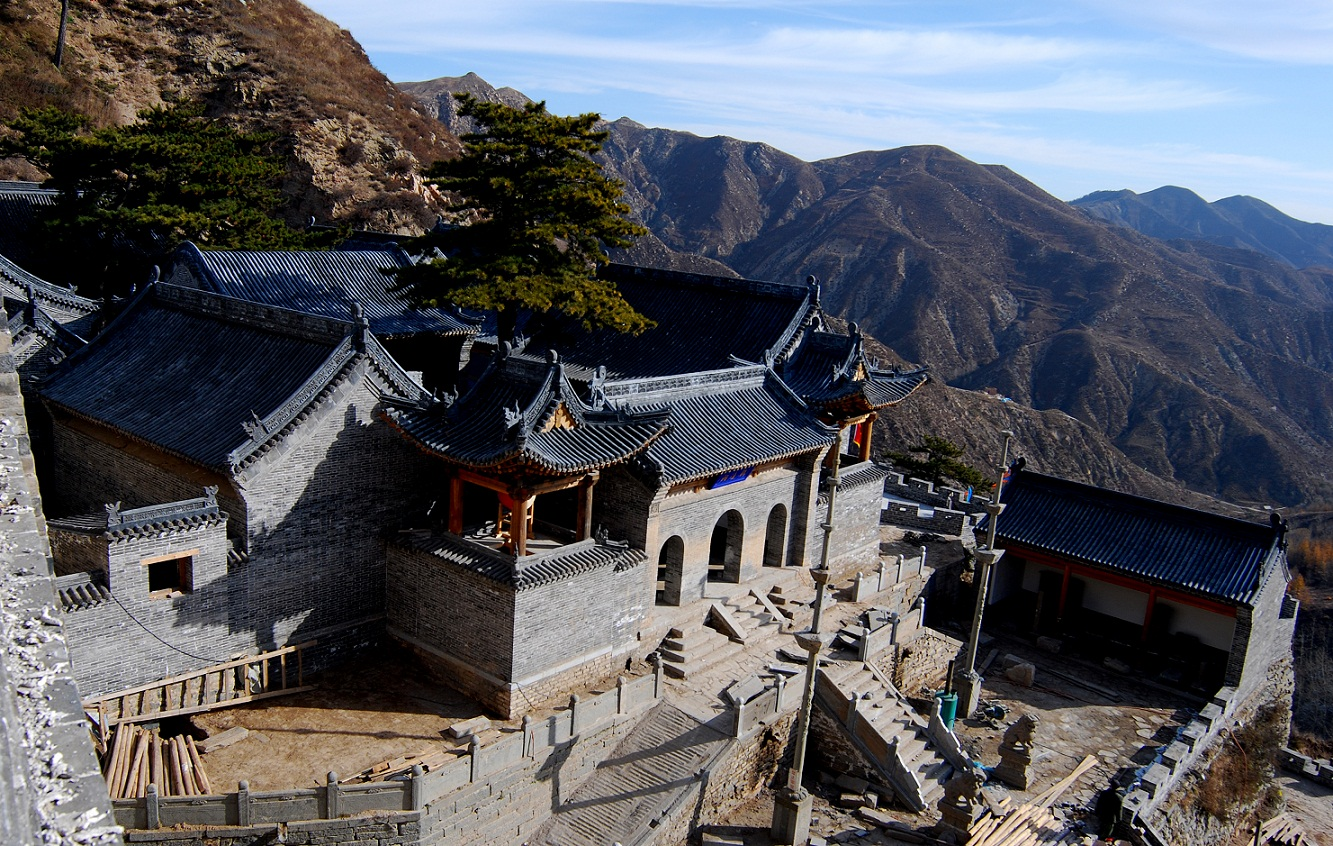
Cửa ải Nhạn Môn Quan được sửa chữa năm 2010

Nhạn Môn Quan, (雁門關) cửa ải của vạn Lý Trường Thành thuộc huyện Đại, tỉnh Sơn Tây. Sở dĩ cửa ải mang tên này vì nơi đó có rất nhiều chim nhạn. Nhạn Môn Quan nổi tiếng qua điển tích Chiêu Quân Cống Hồ. Nhạn Môn Quan cũng là nơi Dương Nghiệp đánh thắng quân Liêu năm 981.
Nhạn Môn Quan cũng được biết đến trong tiểu thuyết võ hiệp Thiên Long Bát Bộ của nhà văn Kim Dung. Nhân vật Kiều Phong đã dùng chính sinh mạng của mình để đổi lấy sự bình yên của nhân dân hai nước Tống-Liêu.